# Neomachlotica actinota
Neomachlotica actinota är en fjärilsart som beskrevs av Walsingham 1914. Neomachlotica actinota ingår i släktet Neomachlotica och familjen gnuggmalar. Inga underarter finns listade i Catalogue of Life.